# Sade (Band)
Sade [/ˈʃɑːdeɪ/] ist eine britische Band, die 1982 in London gegründet wurde und nach ihrer Sängerin Sade Adu benannt ist. Sades Musik hat Elemente des Soul und Smooth Jazz.
Jedes Mitglied der Band komponiert auch Songs, während Sade Adu zusätzlich die Songtexte schreibt.
Das Debütalbum, Diamond Life (1984), war ein internationaler Hit und enthielt die erfolgreichen Songs Smooth Operator und Your Love Is King. Am 13. Juli 1985 trat Sade beim Live Aid Konzert im Wembley Stadium in London auf.
Sade gewann 1986 den Grammy Award für den besten neuen Künstler, für den Song No Ordinary Love im Jahr 1994 den Grammy als beste R&B-Darbietung eines Gesangsduos oder Gruppe, für das Album Lovers Rock im Jahr 2002 den Grammy Award als bestes Pop-Gesangs-Album und im Jahr 2011 den vierten Grammy als beste R&B-Darbietung eines Gesangsduos oder Gruppe für Soldier of Love.
Als Nebenprojekt während einer musikalischen Pause von Sade Adu gründeten Matthewman, Denman und Hale die Band Sweetback.

## Diskografie
→ Hauptartikel: Sade Adu/Diskografie
- 1984: Diamond Life
- 1985: Promise
- 1988: Stronger Than Pride
- 1992: Love Deluxe
- 2000: Lovers Rock
- 2010: Soldier of Love

## Konzerttourneen
- 1984: Diamond Life Tour
- 1986: Promise Tour
- 1988: Stronger Than Pride Tour
- 1993: Love Deluxe World Tour
- 2001: Lovers Rock Tour
- 2011: Sade Live Tour (Auch genannt Once in a Lifetime Tour oder Soldier of Love Tour, Videoalbum Bring Me Home:Live)